# 許歷農
許歷農（1921年4月11日—2025年5月4日），中華民國陸軍二級上將（退役）、新黨籍政治人物、中國統一運動人士。陸軍官校16期畢業，历任國大代表、國大新黨黨團總召、中國國民黨黃復興黨部主委、行政院退輔會主委、國防部總政戰部主任、國統會副主委、總統府國策顧問、新黨創黨黨員、陸軍官校校長、政戰學校校長、陸軍六軍團司令等职。

## 生平

### 早年经历
許歷農的父親許思恭曾在華北擔任公務員，中年因患病返家後不久即病歿，時年許六歲，因而對父親的印象不深。其上有一兄一姐，他們的母親也在許歷農12歲時逝世。其自幼以校為家，先就讀於安慶第一中學後轉入多所學校至安徽至德成立的聯合中學，學費與生活費皆由祖父許其棻寄支。
1939年夏，在高中毕业后考入陸軍官校第三分校16期步兵科，1940年底畢業:21。曾任陸軍官校校長、金門防衛司令部司令官、國防部總政戰部主任、行政院退輔會主委、總統府國家統一委員會副主委等職。1981年擔任國慶閱兵指揮官，1982年晉陞陸軍二級上將。
曾任中國國民黨中央常務委員，1993年因反對时任中華民國總統兼中國國民黨主席的李登輝而退黨。後參與新黨創黨，遭中國國民黨開除黨籍。
連戰出任中國國民黨主席後，2005年許歷農與林洋港、郝柏村重回中國國民黨，獲聘為中國國民黨中央評議委員會主席團主席。
因曾與趙少康、郁慕明、王建煊等另組新黨，并代表新黨當選為第三屆國民大會代表，被視為新黨大老與顧問，也被尊稱為「許老爹」。

### 晚年立场
許歷農晚年定居新北市永和區。1994年創立新同盟會，以促進中國統一為宗旨。2005年，许历农在接受中国中央电视台采访时表态支持中国大陆前任领导人邓小平提出的中国特色社会主义，因此他在1979年以前不赞成中国统一，但在1979年以后支持统一。2007年開始，組織台灣退役將領訪問中國大陸。2010年，舉辦首次黃埔中山兩岸情論壇。
2013年12月19日，新同盟會、新黨、海峽兩岸和平統一促進會、中國統一聯盟、商工統一促進會、中華統一促進黨、勞動黨、中華民族團結協會、中華民國團結自強協會、中華黃埔四海同心會、中華民國忠義同志會、中華民國擎天協會、中國全民民主統一會、中國新洪門黨、中華愛國同心會等15個團體組成的「促進中華民族和平統一政治團體聯合會議」在台大校友會館召開會議，由許歷農主持，會後發表共同宣言支持兩岸統一。
2014年9月26日，許歷農以新同盟會長身份和新黨主席郁慕明率領「台灣和平統一團體聯合參訪團」在北京人民大會堂會見中共中央總書記習近平，表示希望在有生之年能看到两岸和平统一，實現中國夢。
2015年8月30日，許歷農被問到是否參加中共紀念抗戰70周年閱兵活動一事回應：「只要不違背歷史真相、方式，在哪裡辦都贊成」，並解釋自己以前曾參加在中國大陸舉辦的抗戰60週年紀念活動，是因為當時台灣沒有相關活動，以及為了「抗戰正面戰場是國民黨領導，共產黨是在敵後作戰」的真相，當前他選擇參加中華民國政府在臺北舉辦的一系列活動。
2016年11月10日，许历农赴北京参加由中国国民党革命委员会中央委员会、黄埔军校同学会共同主办的第七届“中山·黄埔·两岸情”论坛，說“两岸和平统一必然水到渠成。”随后于11月11日，与另外31位国军退役将领出席了在人民大会堂举办的“孙中山先生诞辰150周年大会”。
2017年9月2日，許歷農發表一封名為「99高齡老人的真心話」的公開信，說明近10多年來他不再反共，還致力於「促統」的原因。信中指出，自從鄧小平推動「改革開放」以來，中國大陸已經完全放棄共產主義，并且摸索、尋找出一條有效的治國方案——中国特色社会主义。信中列举中国特色社会主义的作為和成就，并且认为今天中國大陸的思想和作為，完全符合正常國家發展的原則，對兩岸亦屬有利，當年反共的理由，早已不復存在。而关于“促统”，信中认为，統一是中華民國憲法一貫追求的目標，“反攻大陸”、“光復大陸國土”、“為中華民國生存發展而戰”等当年的口号都是追求國家統一的具體主張，“台獨”不僅在主觀上（血緣、文化）不應該，更在客觀上（相對形勢）亦不可能。
2022年6月30日，出版個人回憶傳記《從戰爭到和平》。

### 逝世
2025年5月4日6時13分在台北榮民總醫院病逝，享嵩壽104歲。
翌日，中共中央台办、国务院台办主任宋涛致电弔唁。
2025年5月24日，於臺北市懷愛館景行樓景明廳舉行公祭，並安厝於汐止五指山國軍示範公墓忠靈殿。

## 家庭成员
許歷農在大陸時的原配妻子王景榮，其父王合林曾是許歷農在軍中的上司，時任國民革命軍陸軍第25軍某處處長，當時王合林與許歷農的部隊駐守北平，王便非常欣賞許，認為許「必成大器」。在許歷農升遷營長時王合林便作主將女兒王景榮嫁予許歷農，當時王景榮年僅16歲、許歷農24歲。
1949年國共內戰國軍戰事惡化，許歷農隨國軍部隊撤離北平時在火車站與妻子分別，承諾等戰爭結束就會回老家團聚，但最終事與願違，許從此與元配妻子永訣，未能再相見。许历农到台湾时，其3个月大的女儿许绮燕同母親一起被留在中国大陆，許綺燕從小在武漢與外祖父母同住，外祖母後曾出任武昌區人民代表。許綺燕七歲時被母親王景榮接回家。為了生計，王景榮改嫁張姓工人，又為許綺燕誕下了同母異父的弟、妹，開始在武漢市工作，後城市人口下放全家先後遷至通山，其張姓繼父得到了一份看守廢舊車間的工作，母親每天四處打零工過活。許歷農與許綺燕父女二人直至开放两岸探亲之后才团聚。
许绮燕先后担任过湖北省咸宁市工商联合会会长、湖北省政府参事、湖北省政协委员、中国国民党革命委员会湖北省委委员兼湖北省委机关副巡视员、鄂台经济交流协会副会长等职务。
許歷農到臺灣十餘年後又娶陳慶華為妻，陳為湖北省人，曾於中央信託局從事人壽保險工作，兩人間育有次女許幼梅。許幼梅自輔仁大學英文系畢業後留學美國，在紐約聖約翰大學結識國立政治大學前校長、行政院大陸委員會前主委張京育的兒子張乃健後結為夫婦，許幼梅家族在美國居住並從事教育工作。

## 註释
1. ↑  其出生年份有1919年[3]、1921年[4]两种不同说法，出生日期亦有3月1日[5]、3月4日[6][7]、农历三月初四日[8]三种不同说法，其中2007年出版的《許歷農文稿集》记载其生于1921年[9]:353，而2022年出版的《許歷農傳》则记载其生于1919年[10]:20, 266，这两本书的编著者均为中国统一联盟主席纪欣。